# نيكول هولوفسنر
نيكول هولوفسنر (بالإنجليزية: Nicole Holofcener)‏ مخرجة سينمائية وتلفزية أمريكية.

## من أفلامها
- 2013، كفى حديثاً

## روابط خارجية
- نيكول هولوفسنر على موقع IMDb (الإنجليزية)
- نيكول هولوفسنر على موقع ألو سيني (الفرنسية)
- نيكول هولوفسنر على موقع أول موفي (الإنجليزية)
- نيكول هولوفسنر على موقع بوكس أوفيس موجو (الإنجليزية)
- نيكول هولوفسنر على موقع قاعدة بيانات الأفلام السويدية (السويدية)
- نيكول هولوفسنر على موقع إن إن دي بي (الإنجليزية)
- نيكول هولوفسنر على موقع قاعدة بيانات الفيلم (الإنجليزية)
- نيكول هولوفسنر على موقع كينوبويسك (الروسية)